# Lawrence County, Missouri
Lawrence County är ett administrativt område i delstaten Missouri, USA. År 2010 hade countyt 38 634 invånare. Den administrativa huvudorten (county seat) är Mount Vernon.

## Geografi
Enligt United States Census Bureau har countyt en total area på 1 589 km². 1 588 km² av den arean är land och 1 km² är vatten.

### Angränsande countyn
- Dade County - nord
- Greene County - nordost
- Christian County & Stone County - sydost
- Barry County - syd
- Newton County - sydväst
- Jasper County - väst

### Orter
- Verona